# Cairn de l'Île Longue
Le cairn de l'Île Longue est un cairn dolménique situé sur l'Île Longue, commune de Larmor-Baden, dans le département français du Morbihan.

## Historique
L'intérieur du cairn a été exploré par l'enseigne de vaisseau Rallier en 1852, sans résultat connu. Zacharie Le Rouzic visite plusieurs fois le site à partir de 1902 et entreprend sa restauration en 1907. Le site est inscrit au titre des monuments historiques par arrêté du 24 juillet 2023.

## Description

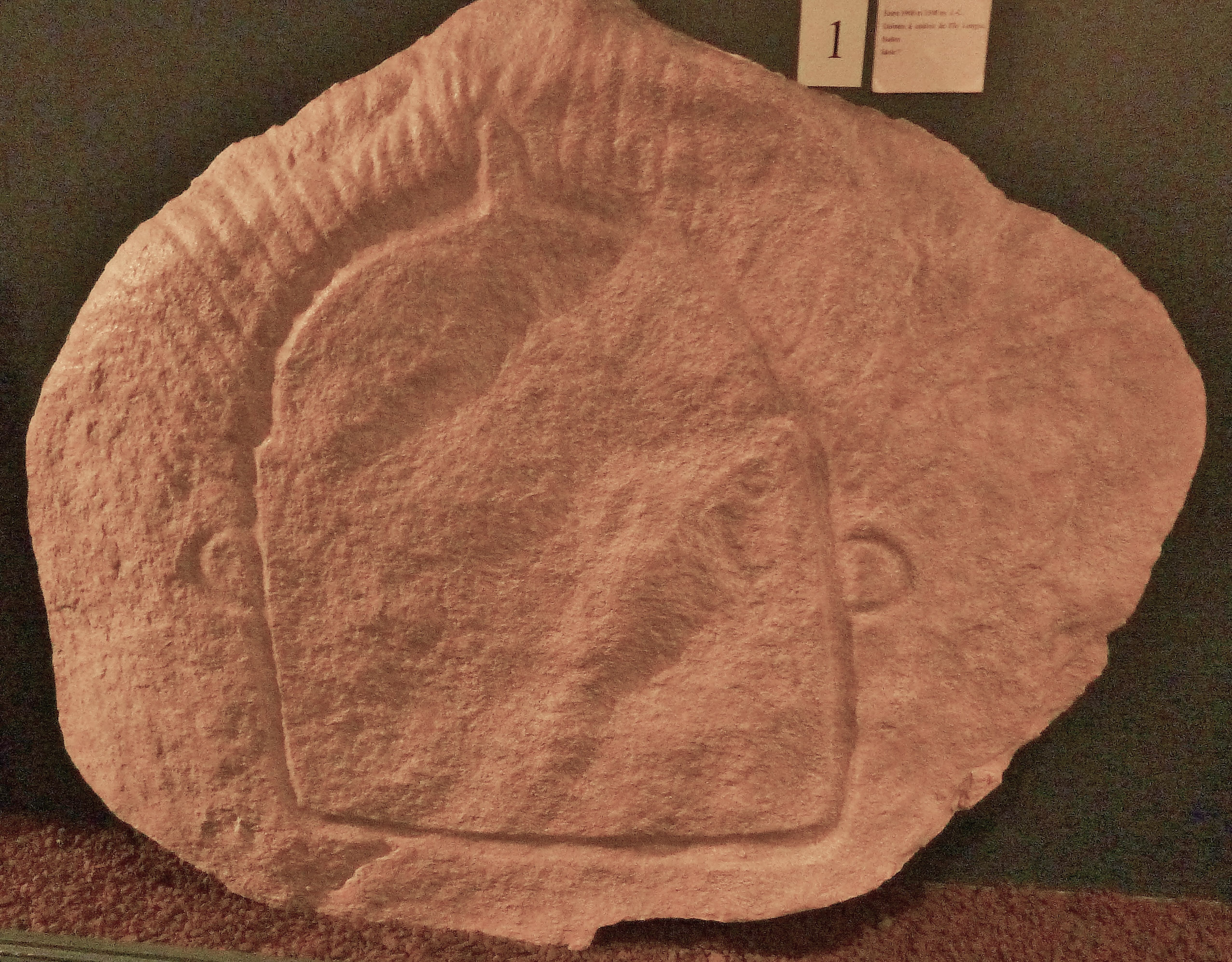
Moulage d'une gravure figurant sur une pierre du dolmen.

Le cairn mesure environ 25 m de diamètre sur 5 m de hauteur. Il est constitué de trois anneaux concentriques en pierres sèches de respectivement 2 m, 1,40 m et 1,5 m de largeur sur environ 3 m de hauteur. Le cairn renferme un dolmen. Le couloir, légèrement incurvé, ouvre à l'est-sud-est. Il mesure 10 m de longueur pour une largeur passant de 1,23 m à l'entrée à 0,95 m près de la chambre. Le couloir est délimité par dix-sept orthostates (huit côté nord et neuf côté sud) intercalés avec des murets en pierres sèches montés en petit appareil. La chambre est de forme irrégulière, sub-circulaire. Elle mesure 2,98 m de long côté nord, 3,30 m côté sud et 2,95 m de largeur au centre. Elle est délimitée par dix orthostates, de 1,10 à 1,80 m de hauteur englobés dans une maçonnerie en pierres sèches s'élevant en encorbellement à 3,90 m de hauteur, le tout couronné par de grosses pierres plates.  
Deux orthostates et deux tables de couverture du couloir comportent des gravures. Les deux supports et une table sont ornés du motif en écusson alors que la seconde table comporte un motif de 0,96 m de long, qui pourrait représenter un congre ou une anguille, auquel sont accolées deux lignes parallèles mesurant 0,42 m de long.

## Matériel archéologique
Lors de la restauration du monument, Zacharie Le Rouzic a recueilli, dans le couloir près de l'entrée quelques éclats de silex et plusieurs fragments de vases caliciformes, et, dans la chambre, une petite hache en éclogite et des fragments de poterie.
Des fragments de poteries romaines découverts sur le site suggère une réoccupation ultérieure.